# Desulfonema
Desulfonema es un género de bacterias Gramnegativa de la familia Desulfobacteraceae.

## Otras lecturas
- editors, Don J. Brenner, Noel R. Krieg, James T. Staley (2005). Bergey's manual of systematic bacteriology (2nd edición). New York: Springer. ISBN 0-387-29298-5.